# Анастасиос Химевтос
Анастасиос Химевтос (на гръцки: Αναστάσιος Χυμευτός) е гръцки революционер, герой от Гръцката война за независимост.

## Биография
Химевтос е роден в халкидическото село Валта в 1795 година в местно знатно семейство. При избухването на Гръцкото въстание в Халкидика през март 1821 е начело на чета в отряда на Емануил Папас, а по-късно в този на Стаматиос Капсас. След битката при Солун на 8 юни е изпратен в Касандра, за да отблъсне евентуален османски десант.
След разгрома на въстанието на Халкидика в 1822 година се оттегля със семейството си на Скиатос. Участва начело на чета в отряда на Анастасиос Каратасос. В 1826 година участва в битките в Централна Гърция на Димитриос Каратасос и Ангел Гацо.
В 1830 година се връща на Халкидика с Диамандис Николау и Михаил Пидзявас и прави неуспешен опит за продължаване на въсанието.
След извоюването на гръцката независимост заедно с Гацо се установява в Аталанти, където умира в 1853 година. Синът му Йоанис става офицер от гръцката армия.